# Harzer Holzwarenfabrik Gebr. Lohoff

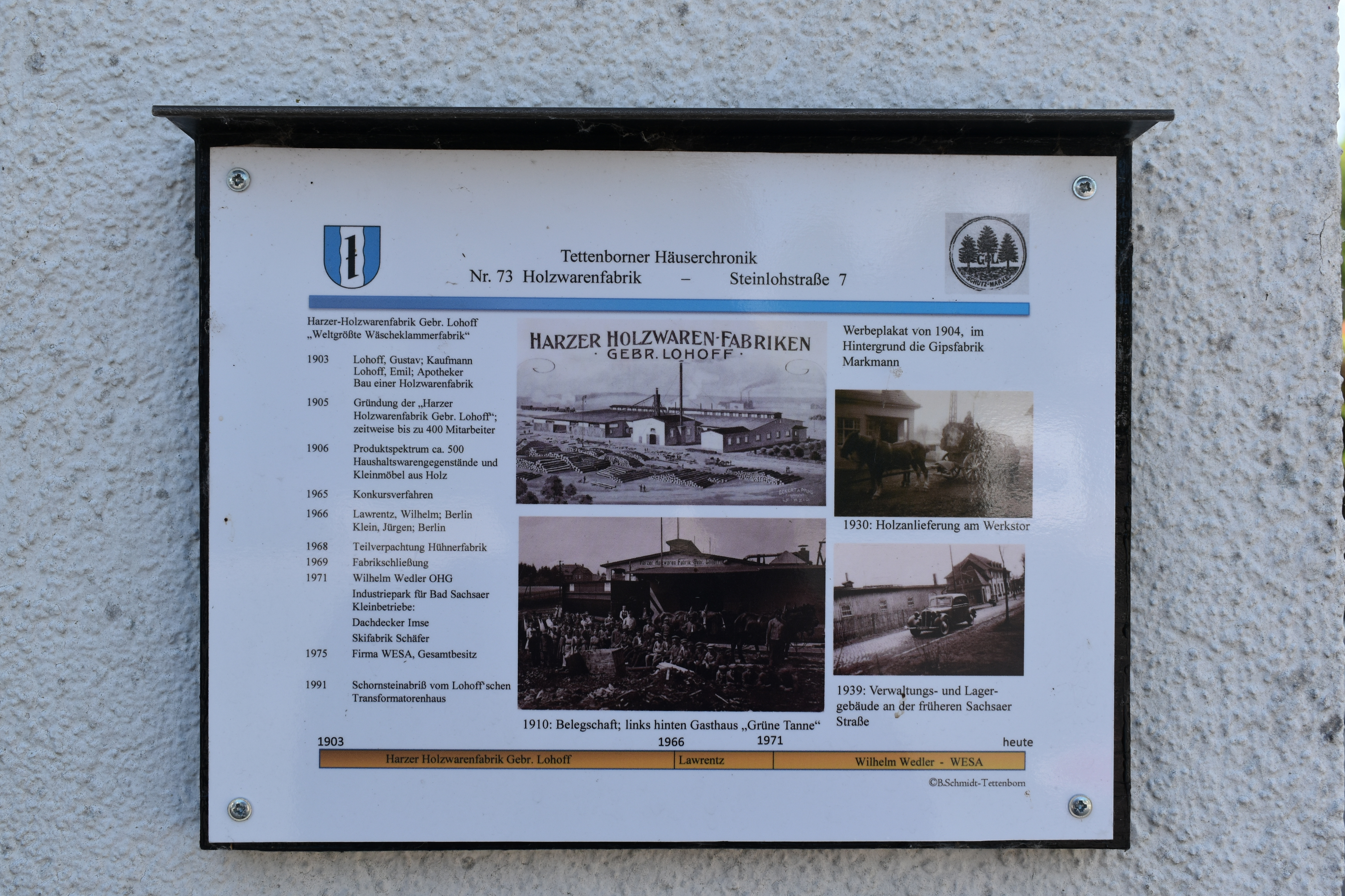
Geschichtstafel Holzwarenfabrik

Die Harzer Holzwarenfabrik Gebr. Lohoff war der weltgrößte Produzent für Wäscheklammern. Ihren Sitz hatte die in Benneckenstein gegründete Holzwarenfabrik in Tettenborn-Kolonie bei Bad Sachsa. Mit zeitweise bis zu 400 Mitarbeitern gehörte die Firma zu den größten Arbeitgebern im Landkreis Grafschaft Hohenstein. Das Unternehmen hatte zahlreiche Patente.

## Fabrikgelände

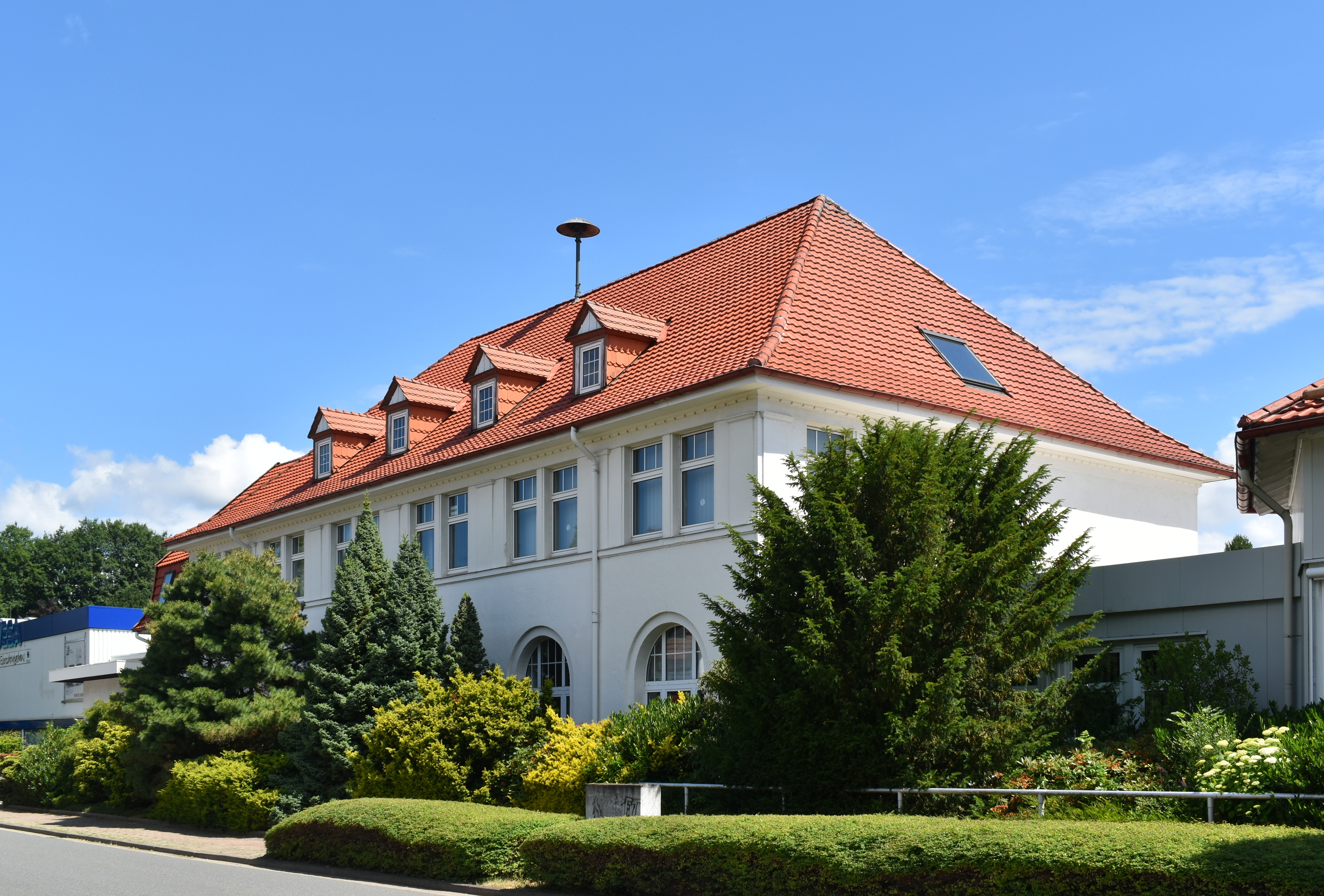
Verwaltungsgebäude

Das Fabrikgelände in Tettenborn an der Bahnstrecke Northeim–Nordhausen hatte eine Grundstücksgröße von 38.000 m², mit einer bebauten Fläche von 1.250 m² an Fertigungsgebäuden, einer Bürogröße von 600 m² und weiteren Lagerungsmöglichkeiten für Holz und ähnliches von 1.000 m². Ein eigener Gleisanschluss bestand seit 1904.
In den Jahren vor dem Ersten Weltkrieg und danach wurde kräftig in Produktionshallen und sonstige Gebäude investiert. Es begann mit der Holzdämpferei (1913/14), einem größeren Sägewerk (1915), dem Kesselhaus (1919), einem Pförtnerhaus (1920), dem Verwaltungsgebäude (1923) und letztlich dem Holzmahlgebäude (1924).
Die Produktionshallen wurden zweigeschossig gebaut, wobei im Erdgeschoss immer die großen Maschinen untergebracht und im Obergeschoss die Handarbeitsplätze eingerichtet waren. Für den internen Materialtransport der Rohprodukte auf dem Werksgelände wurden in den Anfangsjahren von Pferden gezogene Großloren eingesetzt. Später wurde der Transport von Deutz-Zugmaschinen durchgeführt.
Nach der Fabrikschließung 1969 wurde das große Gelände als Industriepark u. a. von der Skifabrik Schäfer genutzt und 1975 auf dem alten Holzlagerplatz das WESA Einrichtungshaus gebaut. Einige Jahre später ist noch ein Trigema-Testgeschäft dazu gekommen. Seit 1975 ist die Wilhelm Wedler OHG Eigentümer der gesamten Liegenschaft. 1991 erfolgte der Schornsteinabriss des Lohoff’schen Transformatorenhauses.

## Geschichte
Der Kaufmann Heinrich Carl Lohoff sen. aus Benneckenstein legte 1895 den Grundstein für die spätere Harzer Holzwarenfabrik Gebr. Lohoff. Drei seiner vier Söhne spielen in der Firmengeschichte eine bedeutende Rolle und schreiben Industriegeschichte im Südharz. Carl Lohoff jun. war ebenfalls Kaufmann und Patentmitinhaber diverser Holzprodukte. Bereits als 20-Jähriger reichte er 1888 mit dem aus Altona stammenden Wilhelm Schwarz eine Patentschrift über ein Fahrrad ein, bei dem die Rahmenteile aus Holz waren und die Verbinder aus Stahlguss. Die Rahmen produzierte er bis zum großen Firmenbrand 1911 mit Carl Gropp, dem Vater seiner Ehefrau Minna Dorothea, in dem Zeuss-Holzfahrrad-Werk Benneckenstein. Durch einen Großbrand im Benneckensteiner Werk war er psychisch so angeschlagen, dass er sich nie wieder erholte. Sein Bruder Gustav Lohoff, ebenfalls Kaufmann, war ebenfalls im väterlichen Unternehmen tätig. Der dritte Bruder Emil war Apotheker in Magdeburg.
Gustav Lohoff entschloss sich wegen der besseren Transportverbindungen durch die Eisenbahn und der nahe liegenden Buchenholz-Rohstoffe zum Bau einer Fabrik im Südharz. Hier bot sich Tettenborn an der neuen Bahnstrecke Northeim–Nordhausen an. Bisher wurde der Werkstoff Holz teilweise von Bleicherode bis nach Benneckenstein mit Pferdefuhrwerken transportiert. Gustav Lohoff erkannte die Nachteile einer hochwertigen Holzfertigung im Oberharz. Sie waren auf Buchenholz u. a. aus dem Südharz angewiesen. Gemeinsam mit seinem Bruder Emil kaufte er vom Rittergutsbesitzer Otto Matthießen ein größeres Terrain von 10 Morgen zu einem Preis von 1100 Reichsmark pro Morgen in der nördlichen Tettenborner Flur. Zum Bau der Fabrik sollten zunächst 5 Morgen entlang der Bahnstrecke genutzt werden. Das Hauptgeschäft sollte weiterhin in Benneckenstein verbleiben.
Nach nur sechsmonatiger Bauzeit war die erste Tettenborner Industrieansiedlung fertiggestellt. Die Holzwarenfabrik konnte am 3. Oktober 1903 mit 30 Mitarbeitern die Produktion von Wäscheklammern aufnehmen. Mit Eintragung ins Handelsregister am Königl. Amtsgericht Ellrich wurde die Firma als „Harzer Holzwarenfabrik Gebr. Lohoff“ unter der Nr. 107 geführt.
Bereits vor Eröffnung des Werkes Tettenborn wurde beim Kaiserlichen Patentamt unter der Nr. 149357 am 8. Januar 1903 ein Patent für eine Maschine zur Herstellung von Wäscheklammern angemeldet. Sämtliche Maschinenpatente sind dem aus Kleinfurra stammenden Drechslermeister Louis Hendrich zu verdanken. Er war ein genialer Konstrukteur. Seine Ideen brachte er aus seiner nordamerikanischen Wanderzeit mit in den Südharz.
Die Maschinen der neuen Fabrik in Tettenborn wurden mit zwei Wolf-Dampfmaschinen mit 70–80 PS über Schwungräder und lederne Transmissionsriemen angetrieben. Zur Dampferzeugung standen die reichlich vorhandenen Holzabfälle zur Verfügung. Die überschüssige Energie nutzte man für mehrere Trockenkammern. In ihnen wurde dem an der Luft vorgetrockneten Schnittholz die restliche Holzfeuchte entzogen.
1908 wurde vom Transformatorenzentrum Bleicherode eine elektrische Leitung in die Fabrik verlegt. Somit konnten ab diesem Zeitpunkt die Maschinen in Tettenborn mit elektrischen Motoren betrieben werden. Schon wenige Jahre nach der Gründung zählte die Holzfabrik mit ihren Wäscheklammern, Kleiderbügeln und diversen Haushalts- und Küchengerätschaften zu den größten ihrer Branche in Deutschland. Auf Rechnungen oder Lieferscheinen warb man mit der größten Tagesproduktion Deutschlands. Pro Monat wurden bis zu 1000 fm (Festmeter = 1 m³ feste Holzmasse) verarbeitet.
Der große Brand in Benneckenstein am 4. November 1911, bei dem das gesamte Inventar nebst Gebäuden ein Raub der Flammen wurde und ca. 60 Arbeiter brotlos machte, bedeutete das endgültige Ende des Stammhauses in Benneckenstein. Die Fertigung konnte nicht mehr aufgenommen werden. Die Hauptproduktion in dem Tettenborner Zweigwerk sollte ursprünglich nur aus der Herstellung von deutschen und amerikanischen Wäscheklammern bestehen.
Schon in frühen Jahren etablierte sich das Unternehmen auf dem internationalen Markt. Dies zeigt sich unter anderem in den mehrsprachigen Werbekatalogen. Neben der deutschen Bezeichnung wurden die Produkte auch in Englisch, Französisch und Spanisch beschrieben. Die internationale Vertriebstätigkeit ist u. a. an einer Anfrage aus Tanger (Marokko) in Nordafrika abzulesen: vom Freihandelsplatz Tanger existiert eine Anfrage aus 1915 nach einem Exportkatalog der Gebr. Lohoff. Um den Bedarf an Produkten den Kunden schnell zur Verfügung stellen zu können, wurden die Waren nicht nur aus dem Südharz versendet. Bereits 1915 erwarb man in Olbernhau (Erzgebirge) ein Firmengelände, welches direkt an der Grenze zur Tschechischen Republik lag. Von hier aus konnten weitere Teile Mittel- und Ostdeutschlands sowie Südosteuropas mit Produkten aus Tettenborn beliefert werden.
Später legte die Firma zudem Warenlager in Berlin, Bremen, Breslau, Hamburg, Düsseldorf, Frankfurt am Main, Fürth, Flensburg, München, Stuttgart, Neuenburg in Westpreußen und Oberhausen an.

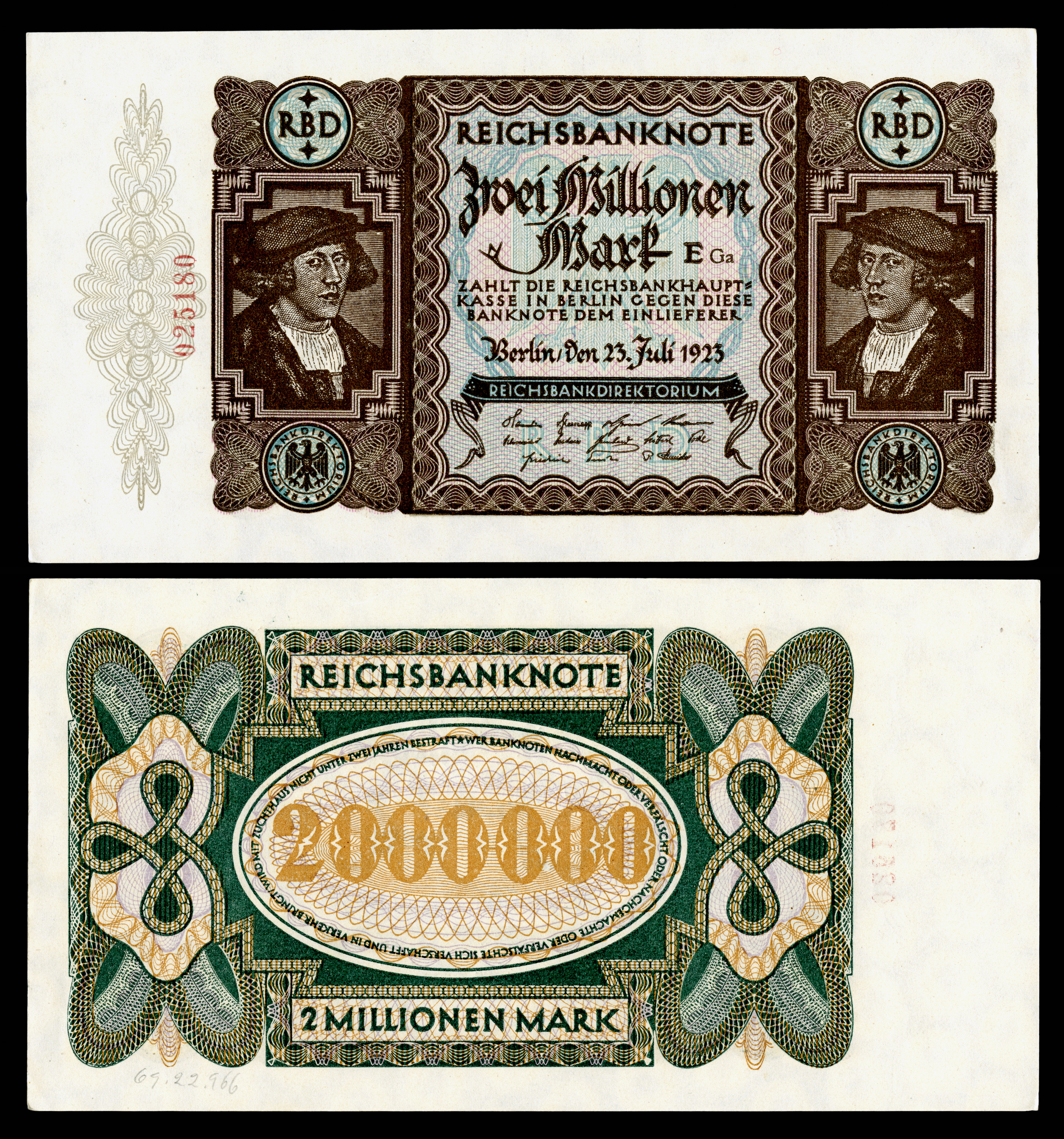
Reichsbanknote 2 Millionen Mark der Weimarer Republik (23. Juli 1923)

Der erste Einschnitt in die Entwicklung des aufstrebenden Industrieunternehmens kam mit dem Ersten Weltkrieg. Viele Fachkräfte wurden zum Wehrdienst eingezogen und für die gut ausgelastete Fertigung entstand Arbeitskräftemangel. Der Verlust an Arbeitskräften wurde überwiegend durch russische Kriegsgefangene ausgeglichen, welche jedoch nicht die gleiche Leistung erbrachten wie die deutschen Arbeiter. Nach dem Ersten Weltkrieg und der Weltwirtschaftskrise hatte Geld seinen ursprünglichen Kaufwert verloren. Daher begann man am 23. August 1923 mit der Ausgabe von Notgeldscheinen zu 1 und 2 Millionen Mark. Auf dem Höhepunkt der Inflation mussten Industriebetriebe entsprechende Sicherheiten nachweisen, um auf Antrag die Genehmigung zur Herausgabe wertbeständiger Notgeldscheine zu bekommen. Das Lohnbüro der Holzwarenfabrik gab anstelle des wertlosen Papiergeldes nun das „Tettenborner Notgeld“ in Form von Gutscheinen aus. Diese konnten bei der Stadtsparkasse Bad Sachsa oder der Kreissparkasse Nordhausen eingelöst werden. Somit konnten die Arbeiter in den Geschäften von Tettenborn, Ellrich und Sachsa das Notwendigste zum Leben einkaufen. Ab einem bestimmten Zeitpunkt tauschten auch die Banken diese Gutscheine nicht mehr ein. Mitte November 1923 war endlich das Ende der Inflation erreicht. Die immer größer werdende Nachfrage nach Lohoffschen Produkten verlangte auch eine größere Anzahl von Angestellten. Für die neueingestellten Mitarbeiter mussten Büroräume geschaffen werden. Das bisherige Kontor war zu klein geworden, daher begann man 1922 auf der Höhe der schwersten Krise in der deutschen Wirtschaftsgeschichte mit dem Bau eines neuen Verwaltungsgebäudes. Das Projekt wurde 1923 abgeschlossen. Die Einweihung fand anlässlich des 20-jährigen Firmenjubiläums am 3. Oktober statt.
Das Unternehmen zählte zu den Spezialisten für Haushaltsgeräte aus Holz. Mit den Wäscheklammern der Marke Union erzielte man weltweit die größten Verkaufserfolge. Dies war der Grund, weshalb sich das Unternehmen einen Fixplatz am größten Messestandort in Leipzig leisten konnte. Seine Produkte waren im Zimmer 36 des Obergeschosses des Zentralmessepalastes permanent ausgestellt. In den 1930er-Jahren hatte die Fa. Lohoff sogar den größten Messestand auf der Leipziger Messe. Es gab u. a. 82 verschiedene Kleiderbügel und weitere 160 Artikel konnten aus dem Katalog bestellt werden. 1933, im Jahr des 30-jährigen Firmenjubiläums beschäftigte die Firma zwischen 350 und 400 Arbeiter und Angestellte.
Viele der in den Katalogen angebotenen Produkte entstanden in Einzelteilefertigung. Bis 1945 gab es eine eigene Drahtbiegerei für die Haken, ab 1945 wurden die Haken von Zulieferfirmen bezogen. Zur Herstellung besonderer Bügelformen gab es eine eigene Dampfbiegerei. Hier konnten die einmaligen Eigenschaften des Buchenholzes genutzt werden, dessen Fasern unter Dampfeinwirkung gebogen und hernach getrocknet wurden, sodass sie ihre neue Form beibehielten. Die Elastizität ging so weit, dass man sogar Knoten oder Schnecken wie z. B. bei Ausklopfern formen konnte. Das Polieren der Bügel geschah meist manuell durch Frauenhände. So bekamen die Kleiderbügel den letzten Oberflächenschliff. Zuvor wurden die Bügel in Trommelbehältern entgratet. Eine Vielzahl der Vorkriegsprodukte war aus unbehandeltem Holz. Die Nachkriegsprodukte – überwiegend Kleiderbügel – wurden in der eigenen Lackiererei mit Klar- oder Farblack behandelt. Für bestimmte Kunden gab es Sonderausführungen. Der jährliche Ausstoß lag bei bis zu 15 Millionen Kleiderbügeln. Zu den großen Abnehmern gehörten die Kaufhäuser Karstadt, Hertie und Horten aber auch viele kleinere Betriebe zählten zu den Kunden.
Nach 60 Jahren Fertigung hochwertiger Holzprodukte in Tettenborn kam 1963 mit dem Konkurs das Ende der einst weltgrößten Wäscheklammernfabrik. Kleiderbügel und Wäscheklammern waren jetzt aus Plastik und nicht mehr aus Holz. Das Werk wurde 1969 geschlossen.
Im Juni 2018 besuchten Mitglieder der Familie Lohoff die ehemaligen Produktionsstätten in Tettenborn.

## Belegschaft
Im ersten Jahr nach Betriebsgründung verdoppelte sich die Belegschaft von 30 auf 58 Mitarbeiter. In den Folgejahren stieg sie kontinuierlich an und erreichte auf dem Höhepunkt der Fertigung 400 Mitarbeiter. Damit gehörte die Firma zu den größten Arbeitgebern im Landkreis Grafschaft Hohenstein. Die tägliche Arbeitszeit für die Arbeiter und Arbeiterinnen, die zunächst überwiegend aus der Landwirtschaft kamen, begann um 6:00 Uhr morgens und endete um 14:30 Uhr. Somit blieb den Arbeitern genügend Zeit für die eigene Landwirtschaft. Zum Unternehmen gehörte auch eine Werksfeuerwehr und ein Gesangverein.
Neben der Arbeit gehörte bei der Firma Lohoff das Gesellige, wie Betriebsausflüge oder Betriebsfeiern zu den Jahreshöhepunkten. In den Gründerjahren wurden vom Bahnhof Tettenborn Sonderzüge eingesetzt, welche die Bediensteten in die nahegelegenen Ausflugsregionen brachte. Der erste große Ausflug für die Belegschaft und deren Angehörige mit ca. 180 Personen fand am 3. Juli 1906 statt. In Begleitung der Sachsaer Kurkapelle ging es vom Werksgelände zum Bahnhof, wo bereits der Sonderzug in Richtung Kyffhäuser wartete. Und am 28. Juni 1910 ging es mit doppelt so großer Personenanzahl, nämlich ca. 350 Menschen, zu einem Betriebsausflug, der nach Neustadt zur Burg Hohnstein und von dort über die Talsperre Neustadt zum Schützenhaus nach Stolberg führte. Im gleichen Jahr, am 19. Dezember, fand die große Weihnachtsfeier im Bad Sachsaer Hotel Schützenhaus statt. Es waren rund 300 Personen anwesend.

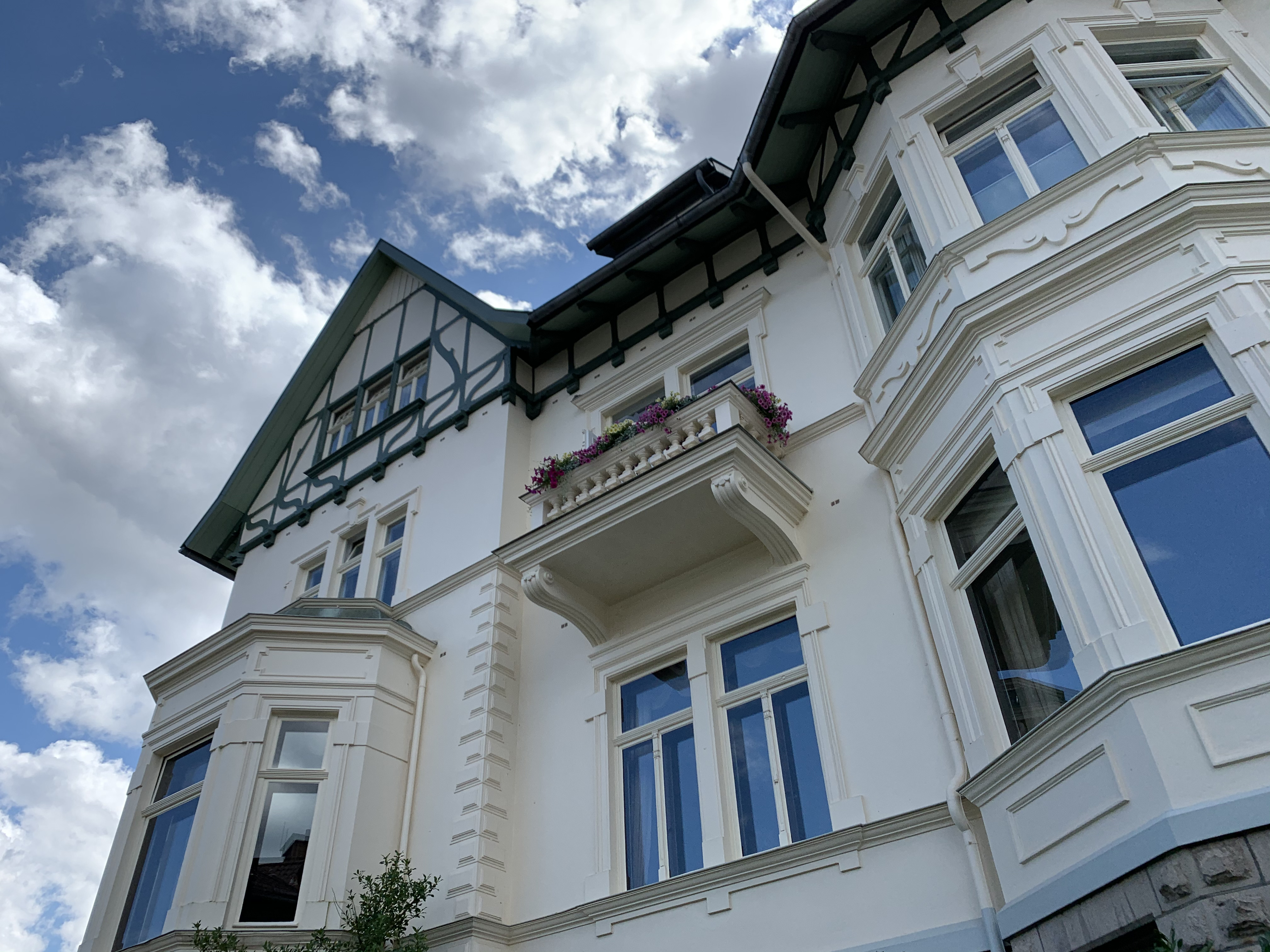
Lohoff'sche Villa am Schmelzteich

1913 wurde bereits das 10-jährige Bestehen mit ca. 700 Personen gefeiert. Die Feier und der Festumzug wurden in Bad Sachsa veranstaltet, dem Wohnort der Unternehmerfamilie. Auf dem städtischen Bergrücken, dem Brand, besaßen die Brüder jeweils eine Villa in der Nähe des Schmelzteiches. Die Belegschaft mit ihren Angehörigen und Gäste aus Benneckenstein, Berlin, Essen, Leipzig, Stuttgart und vielen anderen deutschen Städten marschierten durch die Stadt bis zum Hotel Schützenhaus, um dort zu feiern. Ein Jahr vor Ausbruch des Ersten Weltkrieges erinnerte Emil Lohoff alle Anwesenden, dass nur der Friede und die Einigkeit Großes schaffen könne, dies hätte zum industriellen Wachstum der Firma beigetragen. An jenem Tage wurden die ersten acht Jubilare für ihre 10-jährige Treue zum Unternehmen mit einer silbernen Uhr mit Kette ausgezeichnet. Der Höhepunkt in der Rede der Firmeneigentümer war die Mitteilung über die Errichtung einer „Alters- und Hinterbliebenen-Versorgung“ in Form eines Sparbuches für jeden Beschäftigten, der länger als 5 Jahre im Unternehmen beschäftigt ist. Bürochef Herr Zwanzig teilte der Belegschaft mit, dass Mitarbeiter nach 25-jähriger Dienstzeit ein Kapital von bis zu 1500 Mark ausgezahlt bekämen. Bei vorzeitiger Invalidität, Tod oder Verheiratung der Arbeitnehmerinnen würde das angesparte Kapital inkl. Zinsen ausbezahlt werden. Mit Ausbruch des Ersten Weltkrieges im Juli 1914 gewährte Lohoff ab September allen Familien ihrer im Felde stehenden Beamten (höhere Angestellte), ein volles Monatsgehalt und bezahlte für jeden weiteren Kriegsmonat 2/3 des Gehaltes an die Frauen aus. Die Familien der Arbeiter erhielten die Unterstützung wie sie vom Staat vorgesehen war. Aus Solidarität mit den Männern, die in den Krieg zogen, strickten die Arbeiterinnen Strümpfe, die dem Roten Kreuz übergeben wurden.
In Anbetracht der schweren Lage, die Anfang der 1930er Jahre herrschte, ließ man das 30-jährige Firmenjubiläum ausfallen und stellte den vorgesehenen Betrag den unterstützungsbedürftigen Angehörigen des Werkes zur Verfügung. In diese Zeit fällt auch die Stiftung einer Bücherei für die Werksangehörigen im Jahre 1932. Die Unruhen in der Weimarer Republik waren auch in Tettenborn zu spüren – für eine Firma, die weltweit exportierte. Um nicht täglich nach getaner Arbeit über die Situation nachzudenken, sondern etwas Abwechslung zu bekommen, stiftete Frau Käthe Lohoff zur Erinnerung an ihren am 15. Januar 1930 mit 18 Jahren verstorbenen Sohn Hans-Joachim zunächst 100 Bücher. Sie konnten in der Lohnbuchhaltung ausgeliehen werden. Das soziale Engagement gegenüber ihren Beschäftigten stand bei der Firmenleitung stets im Vordergrund.
Durch die fortwährende Vergrößerung der Holzwarenfabrik und des damit benötigten Wohnraumbedarfs der überwiegend aus dem Landkreis Grafschaft Hohenstein und den ehemaligen Angehörigen aus dem Betrieb Benneckenstein zugezogenen Arbeiter und Angestellten, wurden nach und nach Werkswohnungen und Eigenheime errichtet.
Neben der Stammbelegschaft im Werk verdienten sich auch Tettenborner Einwohner ein Zubrot durch Heimarbeit. Dazu gehörte u. a. der Zusammenbau der Federklammern, hierbei waren alle Familienmitglieder tätig. Neben den Erwachsenen wurden vor allem auch Kinder eingesetzt.

## Produkte
In einem Produktkatalog aus den 1930er-Jahren werden fast 400 Produkte vorgestellt, die Palette reichte von Haushaltsgegenständen über Kinderspielgeräte bis zu Freizeitgegenständen wie Liegestühlen oder Kinderschaukeln. Zudem waren auch Kleinmöbel aus Holz im Angebot. In der Nachkriegszeit nach 1945 gab es eine Produktreihe mit Kinderkleiderbügeln, auf denen in lateinischen Schrift oder in Sütterlinschrift geschrieben stand: „Dem lieben Kinde“ oder „Dem braven Kinde“. Nach 1945 kamen die mit Stoff überzogenen Bügel in Mode; sie wurden in Heimarbeit hergestellt.

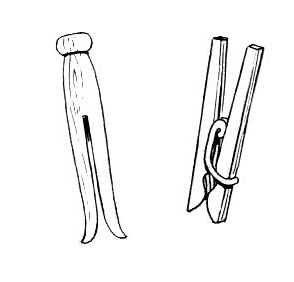
Ursprüngliche Wäscheklammer als Stück Holz mit Schlitz und Wäscheklammer als Hebelmechanismus mit Schenkelfeder

Die ursprüngliche Form der Wäscheklammer ist ein gespaltenes oder mit einem Schlitz versehenes Stück Holz und eine Rute aus Holz; die zwei Teile wurden mit einem Bindfaden stabilisiert. Die Wäsche wurde mit einem Überschlag über die Wäscheleine gelegt und festgesteckt und somit an der Leine fixiert. Daraus entwickelten sich die geschlitzten Klammern. Die heute verwendeten Klammern mit Federn kamen erst viel später in Umlauf.
Mit der Industrialisierung in der zweiten Hälfte des 19. Jahrhunderts begann die Weiterentwicklung der Wäscheklammer, sowohl um die Handhabung zu vereinfachen als auch um der maschinellen Fertigung gerecht zu werden. So sicherte sich die Harzer Holzwarenfabrik Gebr. Lohoff auch Patente jenseits des Atlantiks in Kanada und den USA. Die Patente betrafen die Erfindungen von Holzbearbeitungsmaschinen durch den Konstrukteur und Betriebsdirektor Louis Hendrich. Mit ihnen konnten Wäscheklammern in hoher Stückzahl zu günstigen Preisen hergestellt werden.
Der Urtyp der Wäscheklammer soll von dem Amerikaner David M. Smith stammen. Bis Ende des 19. Jahrhunderts gab es allein in den Vereinigten Staaten für mehr als 150 verschiedene Modelle Patente. Die heute am meisten verwendete Ausführung besteht aus zwei gleichlangen Schenkeln aus Holz und später aus Kunststoff, die in der Mitte durch eine Schenkelfeder aus nichtrostendem Metall zusammengehalten werden. Die Schenkelfeder dient dabei gleichzeitig als Gelenk.
In Deutschland waren neben dem heutigen, modernen Modell bis in die 1960er Jahre die einfacheren Aufsteckklammern ohne Feder verbreitet.

## Produktionsstätten
- 1895–1911 Benneckenstein
- 1903–1969 Tettenborn
- 1915–1945 Olbernhau